# Sarrazinière
Ne doit pas être confondu avec Sarrasinières.
La Sarrasinière est une ruine romaine située à Andance, en France.

## Description
Entre Andance et Sarras, au bord de la route départementale qui suit le cours du Rhône, la Sarrasinière est une imposante maçonnerie, unique reste d'un mausolée romain dont tout le parement a disparu. Tout près, des traces d'habitat ont été repérées et fouillées dans les années 1970. Pendant de nombreuses années, ces vestiges énigmatiques passaient pour être ceux du trophée du général Quintus Fabius Maximus, vainqueur en -121 des Allobroges et de leurs alliés lors de la bataille dite du confluent (Rhône/Isère), non loin de Romans-sur-Isère. 
Il s'agit donc, modestement, du tombeau d'un notable anonyme plutôt qu'un édifice en l'honneur d'un personnage prestigieux.
Le nom de sarrasinière, commun à d'autres ruines gallo-romaines, lui fut donné du fait qu'il apparut longtemps comme un témoignage des destructions sarrasines du VIIIe siècle ; une autre version verrait plutôt dans ce terme une déformation de l'adjectif césarien ou césarin (« de César »). Le nom n'aurait, en tout cas rien à voir avec celui de la commune plus au sud, Sarras.

## Localisation
La ruine romaine est située sur la commune d'Andance, dans le département français de l'Ardèche.

## Historique
L'édifice est classé au titre des monuments historiques en 1889.